# یونگ‌بین
کیم یونگ-بین (کره‌ای: 김영빈؛ زادۀ ۲۳ نوامبر ۱۹۹۳) همچنین با نام هنری یونگ‌بین شناخته می‌شود، خواننده، رپر و بازیگر اهل کره جنوبی است. او رهبر گروه پسرانۀ اس‌اف۹ است.
او در مجموعه‌های تلویزیونی  این عشق بود؟ (۲۰۲۰) با بقیه اعضای اس‌اف۹ و من به عشق نیاز دارم ۳ (۲۰۱۴) بازی کرد. او در مجموعه اینترنتی بابل آپ (Bubble Up) (۲۰۲۲) در نقش کیم سه-وون را بازی کرد. او خدمت سربازی اجباری خود را در ۲۸ سپتامبر ۲۰۲۳ به پایان رساند.